# Totten Glacier
Totten Glacier är en glaciär i Antarktis. Den ligger i Östantarktis. Australien gör anspråk på området. Totten Glacier ligger 56 meter över havet.
Terrängen runt Totten Glacier är platt. Trakten är obefolkad. Det finns inga samhällen i närheten.